# Río Avisado
Der Río Avisado ist ein etwa 73 km langer linker Nebenfluss des Río Mayo in der Provinz Moyobamba in der Region San Martín im zentralen Norden Perus.

## Flusslauf
Der Río Avisado entspringt an der Südflanke der Cordillera Manseriche-Cahuapanas auf einer Höhe von etwa 1380 m. Er fließt anfangs etwa 20 km in Richtung Südsüdost. Schon nach wenigen Kilometern verlässt er das Bergland und durchquert im Anschluss eine vorgelagerte Hügellandschaft. Ab Flusskilometer 50 wendet sich der Fluss nach Süden, später in Richtung Südsüdwest. Er weist von nun an ein extrem stark mäandrierendes Verhalten mit unzähligen engen Flussschlingen auf. Bei Flusskilometer 45 befindet sich am östlichen Flussufer die Siedlung Ganimedes, bei Flusskilometer 28 liegt die Siedlung Huascayacu unweit dem westlichen Flussufer. Bei Flusskilometer 26 erreicht der Río Avisado die Beckenlandschaft des oberen Río Mayo. An dieser Stelle kreuzt eine Straße den Flusslauf. Unterhalb der Brücke befindet sich am linken Flussufer eine Ausleitungsstelle. Der Río Avisado wendet sich auf den folgenden 11 Kilometern nach Südwesten. Anschließend wendet sich der Fluss nach Südosten und schließlich nach Osten. Auf den unteren 13 Kilometern durchquert der Río Avisado ein stark bewaldetes Gebiet, das im Süden bis an das Nordufer des Río Mayo reicht. Dieses Gebiet bildet das Schutzgebiet Reserva Ecológica del Río Avisado Tingana. Die Flussmündung befindet sich wenige Meter oberhalb der Mündung des Río Huascayacu. 

## Einzugsgebiet
Das Einzugsgebiet des Río Avisado umfasst eine Fläche von 351 km². Es befindet sich im zentralen Teil des Distrikts Moyobamba. Das Einzugsgebiet grenzt im Westen an die Einzugsgebiete von Río Tioyacu und Río Cachiyacu, im Norden an das des Río Potro sowie im Osten an das des Río Huascayacu. Der Höhenkamm, in welchem das Quellgebiet liegt, ist überwiegend bewaldet. Das sich südlich anschließende Hügelland ist in den oberen Lagen ebenfalls bewaldet, weist jedoch viele landwirtschaftliche Nutzflächen auf. Außerdem handelt es sich bei den Waldgebieten um Sekundärwald. Nördlich der Reserva Ecológica del Río Avisado Tingana wird im Umkreis der Ortschaft Valle de La Conquista bewässerte Landwirtschaft betrieben. Dieses Gebiet wird von mehreren Bewässerungskanälen durchzogen.